# Dipteropeltis hirundo
Dipteropeltis hirundo is een visluizensoort uit de familie van de Argulidae. De wetenschappelijke naam van de soort is voor het eerst geldig gepubliceerd in 1912 door Calman.